# Pidonia pallidicolor
Pidonia pallidicolor är en skalbaggsart som beskrevs av Hayashi 1983. Pidonia pallidicolor ingår i släktet Pidonia och familjen långhorningar. Inga underarter finns listade i Catalogue of Life.